# Anarta alpestris
Anarta alpestris är en fjärilsart som beskrevs av Karl Burmann 1974. Anarta alpestris ingår i släktet Anarta och familjen nattflyn. Inga underarter finns listade i Catalogue of Life.